# Ringinsuo - Heinälamminsuo
Ringinsuo - Heinälamminsuo este o arie protejată (arie specială de conservare — SAC, sit de importanță comunitară — SCI) din Finlanda întinsă pe o suprafață de 276 ha, integral pe uscat.

## Localizare
Centrul sitului Ringinsuo - Heinälamminsuo este situat la coordonatele 62°24′05″N 27°04′02″E / 62.4014°N 27.0672°E.

## Înființare
Situl Ringinsuo - Heinälamminsuo a fost declarat sit de importanță comunitară în august 1998 pentru a proteja un număr necunoscut de specii din flora spontană și fauna sălbatică aflate în arealul zonei. Situl a fost protejat și ca arie specială de conservare în aprilie 2015.

## Biodiversitate
Situată în ecoregiunea boreală, aria protejată conține 4 habitate naturale: Turbării active, Turbării Aapa, Taiga vestică, Mlaștini împădurite.
La baza desemnării sitului se află un număr nedeclarat de specii protejate.
Pe lângă speciile protejate, pe teritoriul sitului au mai fost identificate 7 specii de plante, 2 specii de păsări.